# 舒纓
舒纓（1506年—？），字振伯，浙江寧波府鄞縣人，民籍，明朝政治人物。

## 生平
嘉靖十三年（1534年）甲午科浙江鄉試第五十一名舉人。嘉靖十四年（1535年）中式乙未科會試第七名，登第二甲第三十一名進士。官南直隶揚州府通州同知。

## 家族
曾祖舒晟；祖父舒浩；父舒銳，母江氏。具慶下。